# Kia K8

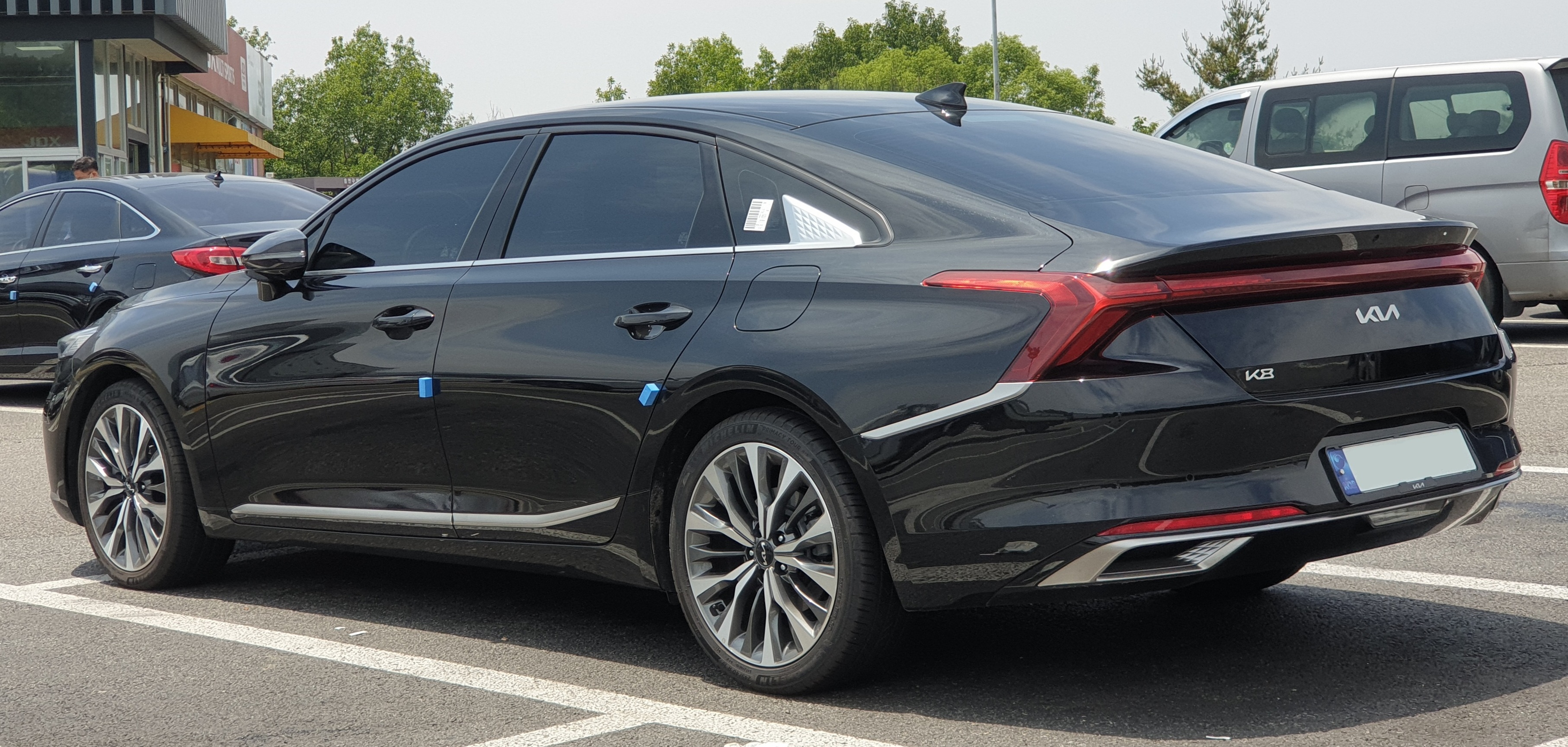
Kia K8 (GL3)

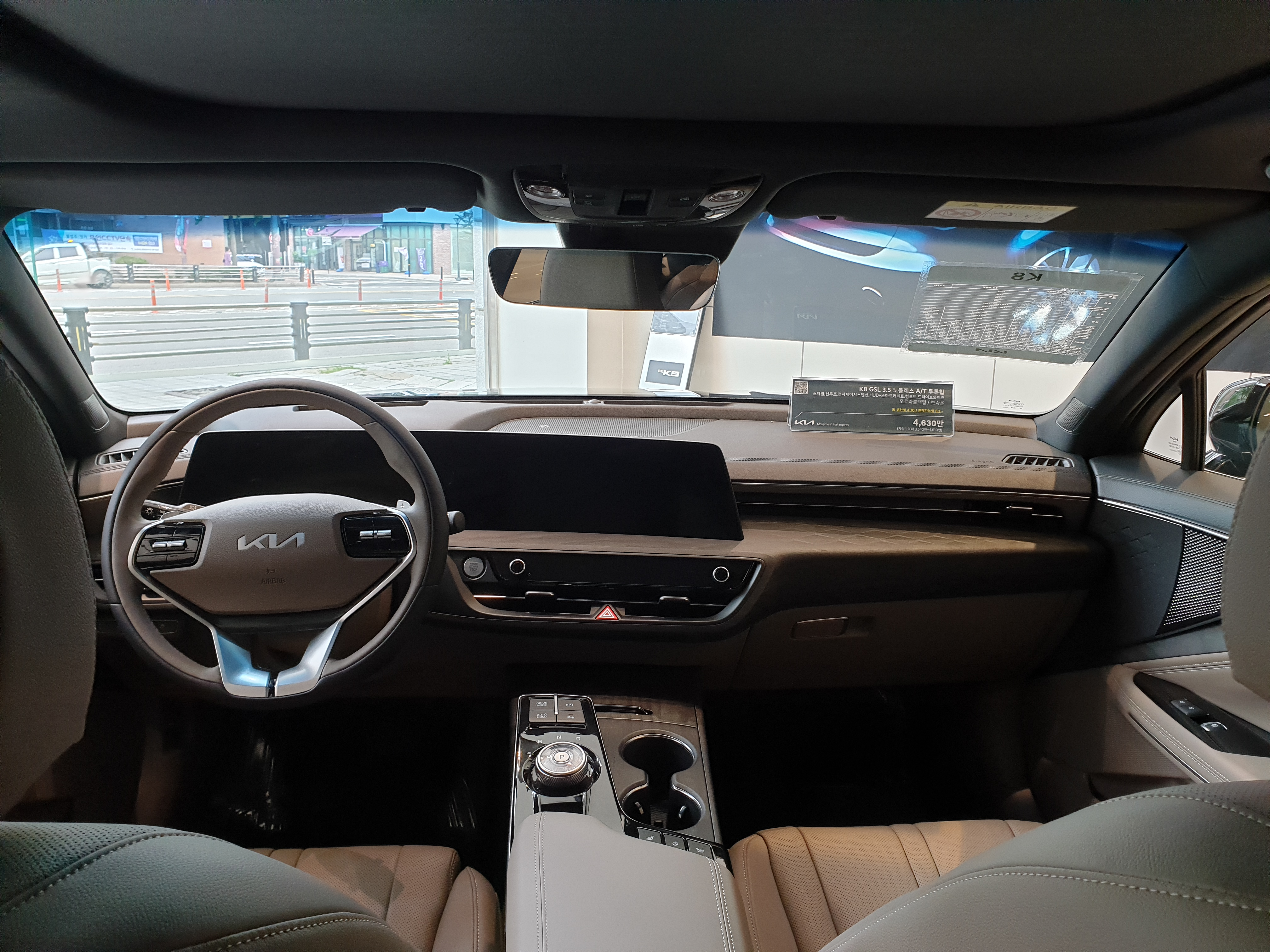
Место водителя

Kia K8 — современный полноразмерный седан бизнес-класса, выпускаемый южнокорейской корпорацией Kia Motors с апреля 2021 года в Южной Корее и с 3 февраля 2022 года в Узбекистане.

## Описание
Модель Kia K8 впервые была представлена 17 февраля 2021 года. Серийно модель производится с 8 апреля 2021 года.
За основу модели Kia K8 была взята модель Hyundai Grandeur, в отличие от которой, Kia K8 не поставляется в Северную Америку. На российском рынке автомобиль Kia K8 официально не продаётся.
С 4 мая 2021 года производится также гибридный автомобиль Kia K8 Hybrid.

## Модификации
| Модель                        | Объём    | Tрансмиссия  | Мощность                  | Крутящий момент              | Разгон до 100 км/ч (62 миль/ч) |
| ----------------------------- | -------- | ------------ | ------------------------- | ---------------------------- | ------------------------------ |
| Smartstream G2.5 GDI          | 2497 см3 | 8-скор. АКПП | 198 л. с. при 6100 об/мин | 248 Н*м при 4000 об/мин      |                                |
| Smartstream G3.5 GDI          | 3470 см3 | 8-скор. АКПП | 300 л. с. при 6400 об/мин | 359 Н*м при 5000 об/мин      | 6,9 сек.                       |
| Smartstream L3.5 LPi          | 3470 см3 | 8-скор. АКПП | 240 л. с. при 6000 об/мин | 314 Н*м при 4500 об/мин      |                                |
| Smartstream G1.6 T-GDI Hybrid | 1598 см3 | 6-скор. АКПП | 230 л. с. при 5500 об/мин | 350 Н*м при 1500—4400 об/мин |                                |